# 妖術
妖術（ようじゅつ）とは、
1. 学問的には、文化人類学で定義されるウィッチクラフト（witchcraft）のこと（後述）。
2. 一般的用法では、魔術のよび方の一つ。

エヴァンズ・プリチャード（以下E=P）は、アフリカのアザンデ族（ザンデ族）の研究において、ザンデ語において「人間が意図していなくても危害を加えてしまう力」として使われているマングの訳語としてwitchcraftという造語を用い、日本ではその訳語として妖術が定着した。

## 概要
フレイザーなどによって、超自然的な作用については呪術(magic)という語が定着していた。しかしE=Pはその分類では説明できない現象を説明するために、下位分類として妖術と邪術という語を用い、使い手を妖術師と定義した。E=Pによれば、マングは特定の人物が持つ腸の突起物で、その人物が他人を妬んだり、腹を立てたりすると、神秘的な力が働き、他人に災いをもたらす。マングの所有者は自分にマングがあることは自覚しているが、その力によって誰が攻撃されるかは知り得ない。一方で、神秘的な攻撃を意図的に行うものもおり、これをエヴァンズ=プリチャードは邪術(sorcery)と訳した。意図的に行われる邪術と対置されるかたちで、非意図的な力＝妖術が定義されている。
しかし分析用語としての妖術と邪術の境目、あるいは違いは失われつつあり、現在ではエヴァンズ=プリチャードが邪術として定義したものであってもwitchcraftとして報告され、邦訳にさいしては妖術として扱われている。

## アザンデ人における妖術
E＝Pの『アザンデ人の世界─妖術、託宣、呪術─』における妖術に関連して、ザンデ語を以下のように訳し分けた。

マング

1. 妖物 witchcraft-substance
  - 特定の人物が持つ腸の突起物のことで、生きている場合は託宣によって所在が明かにされ、死体の場合開腹によって確かめられる。もしマングを持っていたとされた人物が、開腹された結果それを持っていない場合、妖術師であるという汚名が返上される。

2. 妖術 witchcraft
  - 妖物から発揮される心的な力で、人の健康や財産に危害を与えるとされる

3. 妖液 witchcraft-phlegm
  - (1)とは異なる。妖術医の間においてのみ用いられる用法。呪薬を用いることで妖術医たちが体内に生じさせることができる液体のこと

妖物を持っている、あるいは託宣や占い師によって判断された場合、妖術師（ボロ・マング）と認定される。また妖術師は呪薬や呪術儀礼、呪文を行使せずに他人に危害を加えることができると信じられている。妖物は遺伝するとされる。

ングア

1. 呪術 magic
  - 呪薬を用いることで目的を達成することができるとされる技術・儀礼で、一般に呪文をともなう。社会的に肯定されているングアをとくに善い呪術（ウェネ・ングア）という

2. 呪薬 medicine
  - 呪術に必要な、神秘的な力が宿った全ての物質のことで、多くは植物である

3. 治療術 leechcraft
  - 内科的、外科的な病気治療で、呪薬を投与するときもある

4. 秘密結社 closed association
  - 共同で呪術儀礼を行うための地域的な結社

呪薬を所有し、それを呪術儀礼において用いると呪術師（ボロ・ングア）とされる。一方で呪薬を使わずに治療を行う治療師の場合もボロ・ングアとされる

グベグベレ・ングア、キティキティ・ングア

1. 邪術 bad magic
  - 不正あるいは不道徳な呪術

2. 悪い呪薬 bad medicines
  - 邪術において用いられる呪薬

## 派生的な諸問題
E＝Pはアザンデ人についてのみ注視した議論を展開し、それが他民族の文化における超自然的な因果律理解全般に適用できるような整理をした訳ではない。そのため、世界各地の様々な呪術文化についての研究が蓄積されるについて、用語の使い分けが十分に議論が整理されたのかというと定かではない。
例えば、南米で一般的な邪眼などは、「行為者が妬みの視線を持ったこと」が契機になっておきる不幸と、それに対する恐れや対処法などによって構成される。では、邪眼は妖術だろうか邪術だろうか？特殊な技芸と連関している訳ではないという点において、邪術や呪術一般のイメージとずれがあるが、災因論の契機としての「妬みをともなった視線」であることはかわりはない。アザンデ人の妖術は階級や血縁などの連関が間接的に示されていたが、邪眼はそういうわけではない。
近年の社会人類学文献において、多くの超自然的な因果関係についての説明において、呪術ではなく妖術の語が使われており、議論の整理が待たれる。